# Anse (Ródano)
Anse es una comuna francesa situada en el departamento de Ródano, de la región de Auvernia-Ródano-Alpes. Es la cabecera (bureau centralisateur en francés) y mayor población del cantón de su nombre. Pertenece a la comunidad de comunas Beaujolais-Pierres Dorées.

## Geografía
Situada a las puertas de la región Beaujolais, la comuna de Anse se extiende sobre una superficie de 1523 hectáreas.
Es la comuna de confluencia entre el río Azergues y Saona

## Demografía
| 2 290 | 2 630 | 3 116 | 3 705 | 4 458 | 4 744 | 5 281 | 6 588 | 6 925 | 7 178 |
| Para los censos de 1962 a 1999 la población legal corresponde a la población sin duplicidades (Fuente: INSEE [Consultar]) |       |       |       |       |       |       |       |       |       |